# Старорізнична вулиця
Старорізнична вулиця — вулиця в Одесі, в історичній частині міста, від Преображенської до Європейської вулиці.

## Історія
Назву отримала по так званим «резницям» (приринкові приміщення, де на продаж забивалася виключно невелика реалізація худоби та птиці).
У колишні часи включала в себе Книжковий провулок. У 1891 році на Трикутній площі, на розі Преображенської та Старорізничої вулиць, архітектором Ю. М. Дмитренко для безкоштовної міської читальні і двокласного народного училища на кошти Г. Маразлі було зведено спеціальний будинок, що визначило назву цієї ділянки вулиці.
За радянських часів носила ім'я відомого радянського державного діяча Куйбишева (1888—1935). У 2012 році історичну назву — Старорізнична — було вулиці повернуто.
Район вулиці реконструюється.